# Jan Hendrik Engelhardt

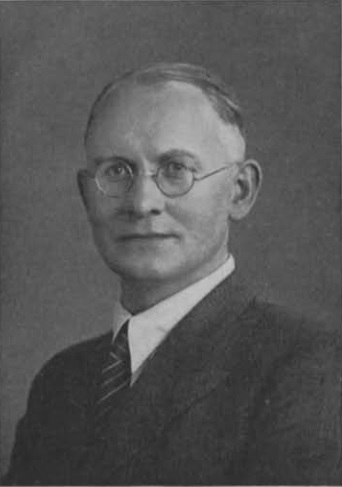
Jan Hendrik Engelhardt

Jan Hendrik Engelhardt (Oude Pekela, 24 juni 1892 - Groningen, 21 februari 1969), was een Nederlandse hoogleraar en een directeur van de Rijks Middelbare Landbouwschool.

## Biografie
Engelhardt was een zoon van het hoofd van een school Jan Engelhardt en Henderika Holsbergen.  Engelhardt bezocht de driejarige HBS te Winschoten en vervolgens de vijfjarige HBS te Veendam. Na daar het einddiploma te hebben verworven, studeerde hij van 1910-1916 aan de Rijks Hogere Land- Tuin- en Bosbouwschool te Wageningen. In 1916 werd hij leraar middelbaar onderwijs in de landbouwkunde. In oktober 1916 kwam hij in rijksdienst, gaf lessen aan de Rijks Landbouw Winter School (RLWS) en later aan de middelbare landbouwschool te Groningen.
In 1928 promoveerde hij cum laude aan de Landbouwhogeschool Wageningen op de dissertatie Bijdrage tot de kennis van capillaire verschijnselen in verband met de heterogeniteit van den grond.
Engelhardt heeft veel gepubliceerd op landbouwkundig, hydrologisch en landbouwwerktuigkundig gebied. Met ingang van 1 oktober 1935 werd hij directeur van de Rijks Middelbare Landbouw School (RMLS) en de Rijks Landbouw Winter School te Groningen. Hij heeft deze functie bekleed tot 1957 en werd toen opgevolgd door dr. ir. T.J. Huisman. In dat jaar werd de Rijks Middelbare Landbouwschool officieel de Rijks Hogere Landbouw School. De Rijks Landbouw Winter School werd officieel gewijzigd in de Rijks Middelbare Landbouw School, beide scholen werden gescheiden en de laatste school kreeg vervolgens Fop I. Brouwer als directeur. Van 1949 tot 1962 was Engelhardt bijzonder hoogleraar Agronomie aan de Rijksuniversiteit van Groningen. Hij is uitvinder van een capillari-meter. 
Engelhardt trouwde op 2 juni 1925 te Groningen met Helena Wiersma, dochter van de hoogleraar aan de Rijksuniversiteit van Groningen, Enno Dirk Wiersma en Alberta Helena Borleffs uit Groningen. Uit hun huwelijk werden zes kinderen geboren. Hij overleed op 21 februari 1969 op 76-jarige leeftijd in het R.K. ziekenhuis in Groningen. Hij werd op 26 februari 1969 gecremeerd in Groningen.
Engelhardt was Officier in de Orde van Oranje Nassau.